# Линдль, Игнац
Игнац Линдль (нем. Ignaz Lindl, 3 октября 1774, Байндлькирх, Бавария, Священная Римская империя — 31 октября 1845, Бармен, Вестфалия, Пруссия) — католический священник, основатель немецкой колонии Сарата в Бессарабии.

## Биография

### Ранние годы
Игнац Линдль родился в Байндлькирхе в семье владельцев гостиницы Урбана Линдля и Моники Фридль. У него было восемь братьев и сестёр. Он учился в тогдашнем иезуитском колледже Св. Сальватора (ныне гимназия Святого Стефана) в Аугсбурге и в Диллинген-ан-дер-Донау. В 1799 году Игнац стал капелланом в своей родной деревне. В 1818 году он был отозван от прихода из-за угрозы церковному миру из-за его поддержки христианского возрождения.
Игнац продолжил служение в Гундреммингене. Там он продолжал поддерживать контакты со сторонниками альгойского движения возрождения. Это католическое движение имело экуменические черты и проявлялось в форме публичных проповедей и пропаганды общей собственности и простых строгих обрядов, как предполагалось в раннем христианстве.

### Деятельность в России
Линдль встретился с российским императором Александром I, когда он был в Германии. Царь в качестве друга движения христианского возрождения предоставил Игнацу убежище, и он призвал своих сторонников следовать за ним.
Сначала Линдль проповедовал в Санкт-Петербурге. Там он высказал царю своё желание основать общину на русском юге в районе Одессы. В Санкт-Петербурге Игнац познакомился с немцем Алоисом Шерцингером, с которым разработал план создания поселения в Бессарабии. Прибыв туда в 1820 году, он не нашёл одобрения среди тамошних католиков своим идеям. Поэтому Линдль начал рекламировать эмиграцию в Бессарабию с помощью богатого купца Кристиана Фридриха Вернера из Вюртемберга и его делового партнера Готтлиба Файгеля. Вместе с ними он основал новую колонию Сарата.

### Основание Сараты
Александр I выделил 16 000 десятин в Бессарабии под немецких колонию. Основателями были около 70 семей из Баварии и Вюртемберга, а также сам Игнац Линдль. Семьи были католическими и протестантскими. Колонисты прибыли на реку Сарату 19 марта 1822 года, где основали поселение Сарата.

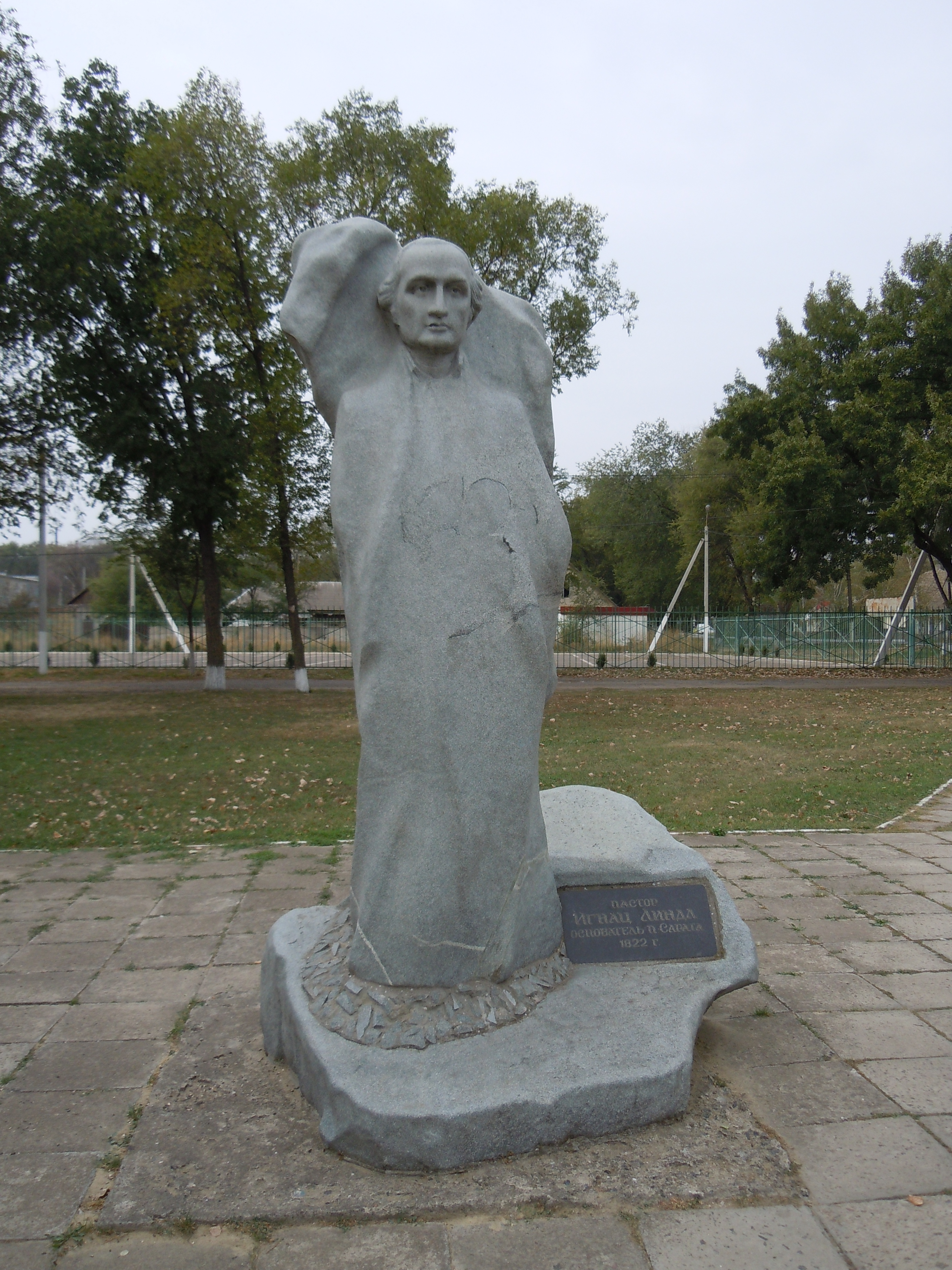
Памятник Игнацу Линдлю в Сарате

### Изгнание
Благодаря своей харизме Линдль имел большую аудиторию среди верующих (до 10 000 человек на его проповедях в Санкт-Петербурге и Бессарабии), вследствие чего он приобрёл себе врагов. Они обвинили его в сектантстве и революционных настроениях. Кроме того, Игнац вступил в брак как католический священник со своей домработницей Элизабет Фёльк, сестрой баварского капеллана Мартина Фёлька (род. 1787), от которой имел детей. После этого Линдль был выслан из страны русским царём в 1823 году, но получил от него 2000 рублей на путешествие. Игнац и с семьёй покинул Россию и в 1824 году задержался в Берлине на несколько месяцев перед тем, как его отправиться в Бармен.
Готтлиб Файгель взял на себя руководство саратской общиной, которая стала протестантской. Он положил конец общинной собственности, созданной Линдлём, и раздал землю семьям. В 1830-х годах бессарабские немцы из Сараты основали поселения Гнаденталь и Лихтенталь.
Игнац Линдль умер в Бармене в 1845 году после непродолжительной болезни. Его могила находится на кладбище Унтербармер.